# Erdbeerwurzelrüsselkäfer
Der Erdbeerwurzelrüsselkäfer (Otiorhynchus ovatus) ist eine Art aus der Familie der Rüsselkäfer (Curculionidae). Er wird auch häufig Kleiner Schwarzer Rüsselkäfer genannt.

## Merkmale
Kleine Schwarze Rüsselkäfer werden etwa fünf Millimeter lang und haben ebenso wie der etwa doppelt so große Schwarze Rüsselkäfer Längsrunzeln auf dem Pronotum. Auf den Deckflügeln wechseln parallele Punktreihen mit feinen Zwischenstreifen. Der Körper ist schwarz gefärbt, die Beine kontrastieren in einer rötlichen Färbung. Der Thorax ist schmaler als die Flügeldecken. 
Die Larve ist fünf bis sechs Millimeter lang. Sie ist von weißlicher Farbe und gekrümmter Form. Ihre rotbraune Kopfkapsel ist schwach länglich.

## Verbreitung
Die Käfer finden sich vor allem in den Niederungen. Auch damit unterscheiden sie sich vom Schwarzen Rüsselkäfer, der vor allem in den Mittelgebirgen und Alpen verbreitet ist. Der Kleine Schwarze Rüsselkäfer besiedelt bevorzugt die Fichtenwälder von Skandinavien bis Zentraleuropa und ist dort eine häufig anzutreffende Art. In Nordamerika wurde die Art eingeschleppt.

## Taxonomie
In der Literatur werden folgende Synonyme verwendet:
- Curculio ovatus Linnaeus, 1758
- Curculio pabulinus Panzer, 1798
- Curculio rosae De Geer, 1775
- Curculio rufipes Scopoli, 1763
- Curculio scopolii Poda, 1762
- Otiorhynchus globulipennis Gyllenhal, 1834
- Otiorhynchus vorticosus Gyllenhal, 1834

## Lebensweise
Die tagaktiven Tiere krabbeln meist auf dem Boden oder auf Fichten herum. Sie ernähren sich von den Nadeln und den Trieben der Fichte. Der Kleine Schwarze Rüsselkäfer verursacht dabei ein typisches Fraßbild, da er nur die dünnen Mittelrippen der Nadeln übriglässt oder – bei geringem Befall – die Nadelkanten schartig frisst. Er frisst jedoch auch die Rinde von Kiefern, die bis zu sechs Jahre alt sind. 
Die Käfer besitzen keinerlei Flügel und sind folglich flugunfähig. Nach der Paarung legt das Weibchen die Eier auf den Boden. Durch sie können vor allem in Baumschulen teilweise größere Schäden entstehen. Die Wurzelschäden, die sie verursachen, können so schwerwiegend sein, dass junge Pflanzen noch im selben Jahr eingehen. Auch ältere, bis zu zehnjährige Fichten können nach mehrmaligem Befall eingehen. 
Nach mehreren Häutungen verpuppt sich die Larve im Boden. Im Sommer schlüpft der fertige Käfer.